# Cerkev svetega Janeza Nepomuka, Zelená Hora
Romarska cerkev svetega Janeza Nepomuka (češko Poutní Kostel svatého Jana Nepomuckého) na Zeleni Hori (nekdanje nemško ime Grünberg, kar pomeni zeleni hrib) je na robu naselja Žďár nad Sázavou, Češka, v bližini zgodovinske meje med Moravsko in Češko. Je zadnje delo Jana Santinija Aichla, češkega arhitekta, ki je pri gradnji in okrasju Borrominijev barok povezal z gotskimi elementi.
Leta 1719, ko je rimskokatoliška cerkev razglasila jezik Janeza Nepomuka za nepodkupljiv, so začeli graditi cerkev na Zeleni hori, kjer se je svetnik izobraževal v svoji zgodnji mladosti. Posvečena je bila takoj po Janezovi beatifikaciji leta 1720, čeprav so se gradbena dela nadaljevala do leta 1727. Pol stoletja pozneje je bila po hudem požaru oblika strehe spremenjena.
Cerkev z veliko opreme, ki jo je oblikoval sam Santini, je izjemna zaradi gotskih značilnosti in zapleteni simboliki, precej nenavadni za tisti čas. Leta 1993 je bila razglašena za svetovno dediščino. Dokumentacija za nominacijo poudarja matematična razmerja v arhitekturi, katerih cilj je "oblikovanje neodvisne prostorske realnosti" s "številom 5, prevladujočim za postavitev in razmerja" v cerkvi.

## Opis

### Tloris
Osrednja cerkev je skupaj s sosednjim križnim hodnikom enotno načrtovana in zgrajena struktura. Arhitektura tega objekta je zelo minimalistična in zelo učinkovita. Združuje barok in gotske elemente, ki v resnici kažejo na obdobje, ko je živel Janez Nepomuk, delal in bil mučenik. Gradnja cerkve temelji na geometriji kroga in nenehnem ponavljanju števila pet kot sklicevanje na Nepomukovih pet zvezdic. Te zvezde so se po legendi pojavile nad njegovim telesom, ko je umrl.
Zelo dobro je vidno, kako Santini za načrtovanje svojih struktur uporablja samo šestilo, da nariše celotno stavbo v obliki krožnega loka, katerega polmer je bil na splošno večkratnik stavbnega modula. Pri cerkvi svetega Janeza Nepomuka je Santini uporabljal število 5 (Nepomukove zvezde), število 3 za sveto Trojico in število 6 za sveto Marijo, ker je bil Janez Nepomuk njen oboževalec. Zato je na obodu cerkve nameščenih pet kapelic s trikotnim tlorisom in pet z ovalnim tlorisom. Hkrati celotna cerkev spominja na kor gotske stolnice in njene opornike. Središče Nepomukove cerkve je gradil na vertikali kot simbolu. Vertikala skuša dvigniti pogled obiskovalcev do simboličnih nebes.

### Osrednji prostor
V notranjosti cerkve so po obsegu ovalne kapele, ki so povezane z osrednjim cilindričnim prostorom z ožjimi šiljastimi loki. Osrednji prostor je zajet v obok z lunetami in podprt z desetimi stebri. V prvem nadstropju so tribune, ki ustrezajo kapelam v osnovi. Drugo nadstropje je okrašeno z galerijo desetih umetnin, ki so razporejene okoli pete oboka. Štukaturno okrasje je omejeno na motive na križanjih in prerezih reber lokov, podobnih gotskim obokom. Kot na drugih Santinijevih stavbah se tudi tukaj svetloba uporablja za gradnjo notranjega prostora. Ta način temelji na baročni razlagi svetlobe kot znaka prisotnosti boga. Nekateri pravijo temu "sakralna svetloba". Osvetlitev notranjosti cerkve ustvarja enkraten paradoks. Medtem ko je osrednje območje osvetljeno le posredno, so stranski deli cerkve preplavljeni s svetlobo. Ta svetloba pronica v osrednji del cerkve skozi šiljaste loke v prostor, v katerem bi morali stati stebri. Okras štukature poudarja ta paradoks z ustvarjanjem povezave med steno in lokom, ki pripada tej posebni steni. To daje občutek, da je stena samo lupina in celo zgradbo nosi le svetloba. Celotna cerkev se potem razume tudi kot relikviarij, v katerem prebiva ostanek jezika svetega Janeza Nepomuka.

### Glavni oltar
Glavni oltar je na vzhodni strani v visoki arkadi. Vrh oltarja seže do ograje na galeriji v drugem nadstropju. Rezbarije petih angelov na glavnem oltarju (s številom pet kažejo na Janeza Nepomuka) in štirih evangelistov so delo kiparja iz Hrudima z imenom Jan Pavel Čechpauer iz let 1725, 1727. Trije od petih angelov objemajo nebesno kroglo, okrašeno s petimi zvezdami. Na krogli stoji lik svetega Janeza Nepomuka. Kip je delo Řehořa Thenyja. Naredil je tudi reliefe za  srebrn romarski kip svetega Janeza Nepomuka iz leta 1729, ki ga je v Pragi izdelal zlatar Jan Diesbach. Na žalost je kip izginil po letu 1784. 

### Okolica
Okoli cerkve je samostan, razdeljen na deset odsekov s petimi kapelami in petimi vrati, vse na krožnem tlorisu. Streha vsake kapele je prvotno izhajala iz petih stebrov. To opozarja na pomen svetlobe in simbolizira večnost. Križni hodnik je bil skupaj s kapelami prostor, v katerem so molili romarji in se tudi skrili, če je bilo slabo vreme. Ne samo cerkev, ampak tudi njena okolica – križni hodnik s kapelami – ponazarja veliko arhitekturno in ustvarjalno zmožnost Santinija.

## Velik požar
17. julija 1784 je cerkev zagorela in bilo je nevarno, da bo povsem uničena. Na srečo je lokalnim prebivalcem s pomočjo Mateja Sychre uspelo pogasiti celotno območje in jo ohraniti za prihodnje generacije. Dovoljenje za obnovo cerkve je dala gubernija (upravna enota) leta 1792 s pogojem, da cerkev ne bo več romarska cerkev in da se pokopališče Žďár nad Sázavou preseli na cerkveno območje. Danes pokopališče ni več v uporabi in so ga počasi preselili drugam, tako je kraj videti tako v baroku.